# 10cc (Album)
10cc ist das erste Album der englischen Rock-Band 10cc unter ihrem neuen Namen. Es wurde in den Strawberry Studios in Stockport aufgenommen. Das Album erreichte Platz 36 der britischen Charts.
Es wurden die drei Lieder Donna, Rubber Bullets und The Dean and I als Singles ausgekoppelt, welche in Großbritannien alle die Top Ten der Charts erreichten, einschließlich Rubber Bullets, das auf Platz eins kam. Auch in den flämischen und niederländischen Charts waren einige Titel erfolgreich.
Der anschließende Titel Fresh Air for My Mama war eine Überarbeitung von You Didn’t Like It Because You Didn’t Think of It, der B-Seite von Neanderthal Man, das wiederum ein internationaler Hit der Band unter ihrem früheren Namen Hotlegs gewesen war.

## Rezeption
Das Album bekam in der Regel positive Kritiken.

„[…]Some might criticize the group for being too self-satisfied with their own intelligence, but there is no denying the true craftsmanship and humor on their 1973 debut.“

## Titelliste
1. Johnny, Don’t Do It (Kevin Godley, Lol Creme, Graham Gouldman) – 3:36
2. Sand in My Face (Kevin Godley, Lol Creme, Graham Gouldman) – 3:36
3. Donna (Godley, Creme) – 2:53
4. The Dean and I (Godley, Creme) – 3:03
5. Headline Hustler (Gouldman, Eric Stewart) – 3:31
6. Speed Kills (Stewart, Godley, Creme, Gouldman) – 3:47
7. Rubber Bullets (Godley, Creme, Gouldman) – 5:15
8. The Hospital Song (Godley, Creme) – 2:41
9. Ships Don’t Disappear in the Night (Do They?) (Gouldman, Stewart) – 3:04
10. Fresh Air for My Mama (Godley, Creme, Stewart) – 3:04
11. 18 Carat Man Of Means (Bonus)
12. Hot Sun Rock (Bonus)
13. 4% of Something (Bonus)
14. Waterfall (Bonus)
15. Bee In My Bonnet (Bonus)
16. Rubber Bullets [Single Version] (Bonus)

der Titel 11 ist auf der deutschen Re-Release-CD von 1993 zu finden. Die Titel 12 bis 14 sind auf der japanischen Reissue-SHM-CD von 2010 zu finden.
Die Titel 15–16 sind auf dem 2007er EU Release zu finden.

## Besetzung
- Graham Gouldman – Bass, Akustik-Gitarre, Dobro, Gitarre, E-Gitarre, Tamburin, Gesang
- Kevin Godley – Schlagzeug, Perkussion, Gesang
- Eric Stewart – Lead E-Gitarre, Slide-Gitarre, Moog-Synthesizer, Gesang
- Lol Creme – Akustikgitarre, E-Gitarre, Grand Piano, Synthesizer, Mellotron, Perkussion, Gesang